# Кативелуш
Кативелуш (порт. Cativelos)  —  район (фрегезия) в Португалии,  входит в округ Гуарда. Является составной частью муниципалитета  Говейя. Находится в составе крупной городской агломерации Большое Визеу. По старому административному делению входил в провинцию Бейра-Алта. Входит в экономико-статистический  субрегион Серра-да-Эштрела, который входит в Центральный регион. Население составляет 873 человека на 2001 год. Занимает площадь 7,09 км².